# Парадайз (Ньюфаундленд і Лабрадор)
Парадайз (англ. Paradise) — містечко в Канаді, у провінції Ньюфаундленд і Лабрадор.

## Населення
За даними перепису 2016 року, містечко нараховувало 21389 осіб, показавши зростання на 20,9%, порівняно з 2011-м роком. Середня густина населення становила 723 осіб/км².
З офіційних мов обидвома одночасно володіли 1 500 жителів, тільки англійською — 19 880, а 10 — жодною з них. Усього 170 осіб вважали рідною мовою не одну з офіційних.
Працездатне населення становило 75,3% усього населення, рівень безробіття — 6,9% (7,8% серед чоловіків та 6% серед жінок). 93,6% осіб були найманими працівниками, а 5,8% — самозайнятими.
Середній дохід на особу становив $61 864 (медіана $49 046), при цьому для чоловіків — $78 597, а для жінок $46 155 (медіани — $63 625 та $39 874 відповідно).
21,3% мешканців мали закінчену шкільну освіту, не мали закінченої шкільної освіти — 12,2%, 66,5% мали післяшкільну освіту, з яких 33,9% мали диплом бакалавра, або вищий, 50 осіб мали вчений ступінь.
| Статево-вікова структура населення | Статево-вікова структура населення | Статево-вікова структура населення | Статево-вікова структура населення | Статево-вікова структура населення |
| ---------------------------------- | ---------------------------------- | ---------------------------------- | ---------------------------------- | ---------------------------------- |
|                                    |                                    |                                    |                                    |                                    |
| Всього                             | Всього                             | 49,2%50,8%                         |                                    |                                    |
| 0 — 14 років                       | 0 — 14 років                       |                                    | 21,6%                              | 21,6%                              |
| 15 — 64 років                      | 15 — 64 років                      |                                    | 70,1%                              | 70,1%                              |
| 65 і більше                        | 65 і більше                        |                                    | 8,3%                               | 8,3%                               |
| 85 і більше                        | 85 і більше                        |                                    | 0,8%                               | 0,8%                               |
| Середній вік (років)               | Середній вік (років)               | 34,835,9                           | 35,4                               | 35,4                               |
| Медіана (років)                    | Медіана (років)                    | 35,436,0                           | 35,7                               | 35,7                               |
| — чоловіки — жінки                 |                                    |                                    |                                    |                                    |

| Походження мешканців:     | Походження мешканців:     | Походження мешканців: | Походження мешканців: | Походження мешканців: |
| ------------------------- | ------------------------- | --------------------- | --------------------- | --------------------- |
| Походження                |                           |                       | осіб                  | %                     |
| Корінні американці        | Корінні американці        |                       | 1 305                 | 6.15%                 |
| Інше північноамериканське | Інше північноамериканське |                       | 12 575                | 59.22%                |
| Європейське               | Європейське               |                       | 12 120                | 57.08%                |
| британське                | британське                |                       | 11 685                | 55.03%                |
| французьке                | французьке                |                       | 1 005                 | 4.73%                 |
| українське                | українське                |                       | 70                    | 0.33%                 |
| Карибське                 | Карибське                 |                       | 55                    | 0.26%                 |
| Африканське               | Африканське               |                       | 35                    | 0.16%                 |
| Азійське                  | Азійське                  |                       | 185                   | 0.87%                 |
| Океанійське               | Океанійське               |                       | 10                    | 0.05%                 |

| Зайнятість населення за галузями (за класифікацією NOC): | Зайнятість населення за галузями (за класифікацією NOC): | Зайнятість населення за галузями (за класифікацією NOC): | Зайнятість населення за галузями (за класифікацією NOC): | Зайнятість населення за галузями (за класифікацією NOC): |
| -------------------------------------------------------- | -------------------------------------------------------- | -------------------------------------------------------- | -------------------------------------------------------- | -------------------------------------------------------- |
|                                                          |                                                          |                                                          |                                                          |                                                          |
| Управління                                               | Управління                                               |                                                          | 10,6%                                                    | 10,6%                                                    |
| Бізнес, фінанси та адміністрування                       | Бізнес, фінанси та адміністрування                       |                                                          | 16,6%                                                    | 16,6%                                                    |
| Природничі та прикладні науки                            | Природничі та прикладні науки                            |                                                          | 12%                                                      | 12%                                                      |
| Охорона здоров'я                                         | Охорона здоров'я                                         |                                                          | 10,1%                                                    | 10,1%                                                    |
| Освіта, правозахист, муніципальні та урядові служби      | Освіта, правозахист, муніципальні та урядові служби      |                                                          | 11,6%                                                    | 11,6%                                                    |
| Мистецтво, культура, відпочинок та спорт                 | Мистецтво, культура, відпочинок та спорт                 |                                                          | 1,8%                                                     | 1,8%                                                     |
| Роздрібна торгівля та послуги                            | Роздрібна торгівля та послуги                            |                                                          | 18,2%                                                    | 18,2%                                                    |
| Гуртова торгівля, транспорт та обладнання                | Гуртова торгівля, транспорт та обладнання                |                                                          | 15,3%                                                    | 15,3%                                                    |
| Природні ресурси, сільське господарство                  | Природні ресурси, сільське господарство                  |                                                          | 1,7%                                                     | 1,7%                                                     |
| Виробництво                                              | Виробництво                                              |                                                          | 2,1%                                                     | 2,1%                                                     |

## Клімат
Середня річна температура становить 4,8°C, середня максимальна – 18,9°C, а середня мінімальна – -9,6°C. Середня річна кількість опадів – 1 493 мм.
| Клімат поселення                              | Клімат поселення | Клімат поселення | Клімат поселення | Клімат поселення | Клімат поселення | Клімат поселення | Клімат поселення | Клімат поселення | Клімат поселення | Клімат поселення | Клімат поселення | Клімат поселення | Клімат поселення |
| Показник                                      | Січ.             | Лют.             | Бер.             | Квіт.            | Трав.            | Черв.            | Лип.             | Серп.            | Вер.             | Жовт.            | Лист.            | Груд.            |                  |
| Середній максимум, °C                         | 0,15             | −0,31            | 2,33             | 6,41             | 10,88            | 15,30            | 18,54            | 18,86            | 15,02            | 10,38            | 6,02             | 1,27             |                  |
| Середня температура, °C                       | −4,52            | −4,97            | −2,36            | 1,74             | 6,21             | 10,65            | 15,39            | 15,71            | 11,88            | 7,23             | 2,87             | −1,88            |                  |
| Середній мінімум, °C                          | −9,18            | −9,64            | −7,01            | −2,92            | 1,56             | 5,98             | 12,24            | 12,55            | 8,71             | 4,09             | −0,28            | −5,04            |                  |
| Норма опадів, мм                              | 143              | 125              | 131              | 121              | 102              | 105              | 95               | 104              | 130              | 153              | 140              | 144              |                  |
| Середньомісячна швидкість вітру, м/с          | 8.00             | 7.44             | 7.06             | 6.42             | 5.66             | 5.21             | 5.04             | 5.06             | 5.66             | 6.43             | 6.99             | 7.74             |                  |
| Середньомісячна сонячна радіація, кДж/м²·день | 3915             | 6630             | 10389            | 13908            | 16989            | 19033            | 19151            | 16065            | 12019            | 7140             | 4093             | 3005             |                  |
| --------------------------------------------- | ---------------- | ---------------- | ---------------- | ---------------- | ---------------- | ---------------- | ---------------- | ---------------- | ---------------- | ---------------- | ---------------- | ---------------- | ---------------- |
| Джерело:                                      |                  |                  |                  |                  |                  |                  |                  |                  |                  |                  |                  |                  |                  |